# بخش ویاناد
بخش ویاناد (به انگلیسی: Wayanad district) یک بخش در هند است که در کرالا واقع شده‌است. بخش ویاناد ۲٬۱۳۱ کیلومتر مربع مساحت و ۸۱۶٬۵۵۸ نفر جمعیت دارد و ۷۰۰ متر بالاتر از سطح دریا واقع شده‌است.